# Úrvalsdeild 1921
Thống kê của Úrvalsdeild mùa giải 1921.

## Tổng quan
Có 3 đội tham gia, và Fram giành chức vô địch.

## Bảng xếp hạng
| Vị thứ | Câu lạc bộ | St | T | H | B | BT | BB | HS | Đ |
| 1      | Fram       | 2  | 2 | 0 | 0 | 10 | 1  | +9 | 4 |
| 2      | Víkingur   | 2  | 1 | 0 | 1 | 3  | 6  | -3 | 2 |
| 3      | KR         | 2  | 0 | 0 | 2 | 3  | 9  | -6 | 0 |